# Српска православна црква Светог Николе у Томашевцу
Српска православна црква Светог Николе у Томашевцу, месту у општини Зрењанин, подигнута је 1814. године и има статус споменика културе од великог значаја. Посвећена је летњем празнику светог Николе - преносу моштију светог Николе - који се слави 9./22. маја.
Парохија је основана 1776. године, док је садашња црква у Томашевцу изграђена у стилу класицизма 1815-1818. године, а обновљена је 1938. године те потом и 2013. године. Први иконостас је 1843-1847. радио тада мештанин, академски образован иконописац Константин Пантелић из Руме. Позлатарски део посла у храму је извео златар Јанко Јакшић 1845-1847. године. Село са црквом, а у њој нарочито иконостас, страдали су у пожару 15. децембра 1848. године у знак одмазде, по наредби мађарског генерала Ерне Киша, племића из Елемира. Милошћу аустријског цара томашевачка црква је оспособљена за службу 1850. године. Од августа 1852. креће оправка пострадалог храма, скупљањем прилога. Лицитација за оправку црквеног торња, који је страдао од грома одржана је августа 1858. године, а извођач је био маор Мијајло Томић из Панчева. Висока олтарска преграда вешто је конструисана и резбарена у необарокном стилу, 1859. године од стране Ђорђа Девића из Паланке. Јула месеца исте године покренута велика акција скупљања прилога за оправку цркве. Крајем децембра 1861. године лицитиран посао осликавања и позлаћивања иконостаса обновљене цркве. Иконе је након "Мађарске буне" изнова започео Јован Поповић, који је током рада преминуо 27. септембра 1864. године. Новине су забележиле: Када је два горња тракта завршио и у Томашевац понео (из Панчева), срчана кап га је погодила на путу између Падине и Томашевца.
После дужих преговора, приликом којих је одбијена понуда Константина Данила, посао је завршио Чех Карло Амврозије Гуч током 1871-1872. године, бечки сликар који је израдио и икону на Богородичином трону. Поповић је сматра се, насликао све иконе треће зоне (апостоле и пророке) и Распеће на врху иконостаса. Из друге зоне његове су, највероватније, Рођење и Света Тројица. У храму се налази шест рипида на којима су у минијатури приказане композиције из оба завета на једној, и анђеоским главицама на другој страни, које нису атрибуиране.
Конзерваторски радови на обнови фасаде храма завршени су крајем 2013. године.
Тренутно храм се налази у фази велике обнове и настављени су радови пресецања влаге, обнове пода, увођења грејања, промене столарије и осталих радова обнове ове светиње.

## Галерија
- Јужна фасада
- Иконостас
- Наос цркве са иконостасом
- Зидно сликарство свода наоса
- Зидно сликарство из олтарског дела
- Јеванђеље из 1760. године - Москва.